# Mandokoro
De Mandokoro (政所) was het belangrijkste regerende orgaan van een belangrijke familie of een klooster in het oude Japan. De naam is afkomstig van een administratieve afdeling van het shogunaat tijdens de feodale periode.
Het oudste gebruik van het woord is te vinden tijdens de Heianperiode voor een regerend lichaam van leden van de keizerlijke familie en hoog geplaatste kuge (hoge adel).
Tijdens de Japanse Kamakuraperiode en Muromachiperiode vormde de Mandokoro de belangrijkste uitvoerende afdeling van de Bakufu. Tijdens het Kamakura-shogunaat was de Mandokoro verantwoordelijk voor administratie en financiën. Deze afdeling stond oorspronkelijk bekend als Kumonjo. Er zijn twee theorieën over de exacte datum waarop deze naam werd gewijzigd, namelijk 1191 en 1185. Het eerste hoofd van de mandokoro was Oe no Hiromoto, en later zou de shikken of rensho deze positie innemen. De positie van uitvoerend directeur, die dienstdeed als de minister van financiën, werd ingenomen door de Nikaido-clan.
Tijdens het Muromachi-shogunaat was de Mandokoro verantwoordelijk voor financiën en administratie van de heerlijkheden. Met uitzondering van de vroege dagen van de afdeling werd de positie van hoofd van de Mandokoro continu bezet door de Ise-clan (sinds 1379).
Als Kita no Mandokoro (北政所) (let. Noordelijke Mandokoro), werd Mandokoro ook wel gebruikt als eervolle verwijzing naar de vrouw van de Sessho (regent) en Kampaku. Zo werd bijvoorbeeld de vrouw van Toyotomi Hideyoshi, die in 1586 Kampaku werd, Kita no mandokoro genoemd, en zijn moeder O-mandokoro (let. Mandokoro de grote). Tijdens de Heianperiode, werden de vrouwen van kuge vaak Kita-no-kata, (dame in het noorden) genoemd, omdat hun verblijven zich in het noorden van de residentie bevonden.